# 尼康D800E
尼康D800E（Nikon D800E）是日本相機製造廠尼康於2012年4月19日发布的数码单镜反光相机，与同時推出的尼康D800相比，使用了Nikon特製的低通滤波器。

## 規格
- 感光元件使用35.9×24.0公釐尺寸的 CMOS，有效像素為3630萬像素，最大的解像度是7360 x 4912。

## 外部連結
- 尼康全球官方网站－尼康D800E[永久]（英文）
- 尼康中国网站－尼康D800E （页面存档备份，存于）（中文）